# Quarantined Rivals
Quarantined Rivals è un film muto del 1927 diretto da Archie Mayo. La sceneggiatura si basa sull'omonimo racconto di George Randolph Chester pubblicato nel numero del gennaio 1906 del McClure's Magazine. Prodotto dalla Gotham Productions, il film aveva come interpreti Robert Agnew, Kathleen Collins, John Miljan, Clarissa Selwynne, Ray Hallor.

## Trama
Elsie Peyton è contesa da due ammiratori: Bob Howard, il favorito di sua madre e Bruce Farney, il favorito non solo di suo padre ma anche il suo. La signora Peyton fa in modo che Bruce, un giocatore di football, sia scoraggiato dal portare sua figlia alla partita. Mentre si trova dal barbiere, Bruce subisce la corte della graziosa Minette, la manicure, che tenta in questo modo di suscitare la gelosia del barbiere.
Alla partita, Bruce vede Elsie con Bob e la cosa gli provoca una grande delusione. Intanto a casa Peyton, la padrona di casa chiama Minette per farsi fare la manicure. Quando poi arriva Bruce questi riceve l'ordine di andarsene. Ma deve invece restare bloccato nella casa a causa di una quarantena per un'epidemia di vaiolo. I due rivali sono costretti a convivere, cosa che provoca non poche situazioni esilaranti. Con un trucco intelligente, Bruce riesce comunque a sposare Elsie, nonostante la quarantena che poi si rivelerà un falso allarme.

## Produzione
Il film fu prodotto dalla Gotham Productions.

## Distribuzione
Il copyright del film, richiesto dalla Gotham Productions, fu registrato il 15 marzo 1927 con il numero LP23838.
Distribuito dalla Lumas Film Corporation, il film uscì nelle sale statunitensi il 28 febbraio 1927. La Gaumont British Distributors lo distribuì nel Regno Unito il 28 novembre 1927 dopo una prima londinese tenuta a Londra il 5 maggio 1927. In Brasile, il film prese il titolo Brazil.

### Conservazione
Copia completa della pellicola si trova conservata negli archivi della Cinémathèque Royale de Belgique di Bruxelles.